# Ли Джу Хо
Ли Джу Хо (кор. 이주호; род. 17 февраля 1961, Тэгу, Республика Корея) — южнокорейский экономист, политический и государственный деятель; профессор Школы государственной политики и управления KDI, бывший исполняющий обязанности президента и одновременно исполняющий обязанности премьер-министра Республики Корея. Занимал пост второго заместителя премьер-министра и министра образования при президенте Юн Сок Ёле с 7 ноября 2022 года. Ранее он занимал пост министра образования, науки и техники с 2010 по 2013 год при президенте Ли Мён Баке.

## Биография

### Ранние годы
Окончил Среднюю школа Чонгу. В дальнейшем получил три степени по экономике — бакалавра (1983 год) и магистра (1985 год) Сеульского национального университета, а также докторскую степень Корнельского университета (1990 год).

### Карьера
С июня 1990 по декабрь 1991 года являлся старшим научным сотрудником Корейского института национальных экономических систем. Затем до декабря 1997 года был научным сотрудником KDI, а с января 1998 по июнь 2003 года — доцент Школы государственной политики и управления KDI.
С октября 1998 по декабрь 2000 года также являлся членом Комитета по обсуждению политики в области образования Министерства образования. С июня 2001 по май 2004 года — директор Корейского общества профессионального образования. С июля 2001 по август 2002 года был деканом по академическим вопросам в Школе государственной политики и управления KDI. В марте 2002 года был избран директором Корейской ассоциации экономики труда, проработав в должности до мая 2004 года. С сентября 2002 по июнь 2003 года — почётный профессор Университета Колгейт, США. В июне 2003 года вернулся преподавать в качестве профессора в Школу государственной политики и управления KDI. С июля 2003 по май 2004 года был директором Школы государственной политики и управления KDI.

### Политическая карьера

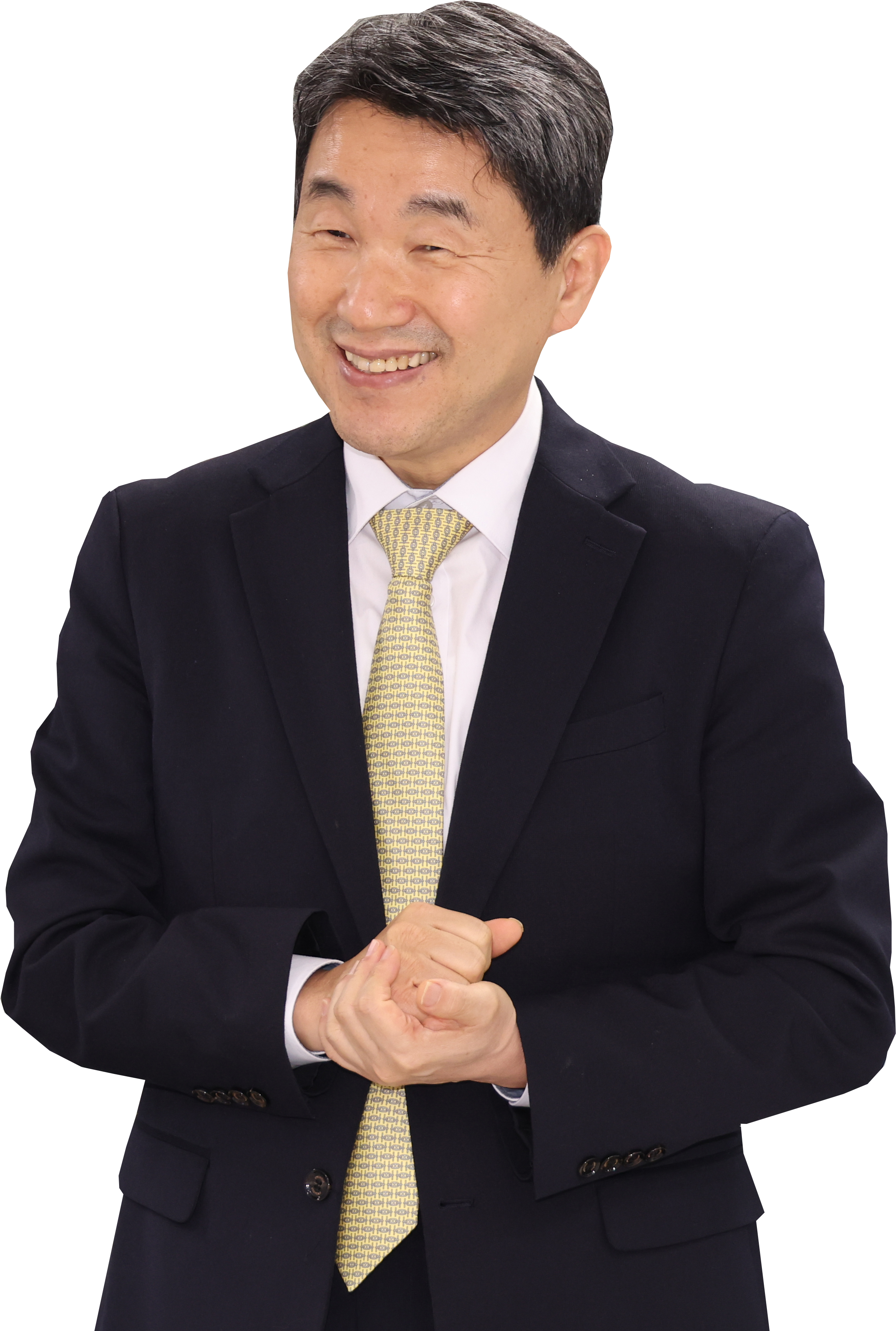
Ли Джу Хо

В мае 2004 года был избран членом 17-го Национального собрания от «Партии великой страны». Покинул парламентское место в феврале 2008 года.
С декабря 2007 по февраль 2008 года — секретарь подкомитета по социальному образованию и культуре 17-го президентского переходного комитета. С февраля 2008 по июнь 2008 года занимал должность старшего секретаря президента Ли Мён Бака по вопросам образования, науки и культуры. В январе 2009 года был назначен первым заместителем министра образования, науки и технологий, а в августе 2010 года министром образования, науки и технологий. Проработал в должности до марта 2013 года. С сентября 2018 по сентябрь 2022 года — директор Ульсанского университета. С апреля 2020 по 2022 год — председатель Азиатской ассоциации образования.
7 ноября 2022 года был назначен заместителем премьер-министра по социальным вопросам — министром образования при администрации Юн Сок Ёля.
14 декабря 2024 года президент Юн был подвергнут импичменту, после чего исполнение его обязанностей на себя принял премьер-министр Хан Док Су. Однако уже 27 декабря сам Хан также подвергся импичменту, из-за чего исполняющим обязанности президента страны был назначен заместитель премьер-министра — министр финансов Чхве Сан Мок. Считалось, что в случае импичмента Чхве, следующим в очереди на преемственность должности президента является Ли Джу Хо. 20 марта 2025 года лидер фракции «Демократической партии» в Национальном собрании Пак Чан Дэ заявил, что партия приняла решение начать процедуру импичмента в отношении исполняющего обязанности президента Чхве. Однако уже 24 марта Конституционный суд отклонил импичмент Хан Док Су, восставив его в должности исполняющего обязанности президента. 1 мая 2025 года Хан Док Су объявил о своей отставке с целью участия в президентских выборах. Первый вице-премьер Чхве Сан Мок также подал в отставку за несколько минут до голосования Национального собрания за предложение о его импичменте. В сложившейся ситуации исполнение обязанностей президента и премьер-министра взял на себя Ли Джу Хо.
В должности временного президента, Ли поручил военным повысить уровень готовности до «высшего уровня» и призвал к тщательной подготовке, чтобы обеспечить «упорядоченное» и «справедливое» проведение президентских выборов 3 июня. Он также поручил исполняющему обязанности министра обороны Ким Сон Хо тщательно контролировать военную ситуацию и повысить уровень готовности страны до самого высокого уровня, чтобы иметь возможность «быстро и решительно» реагировать на любые виды провокаций, а также поручил всем государственным служащим соблюдать строгую дисциплину в своей работе и политический нейтралитет в преддверии президентских выборов.
4 июня 2025 года с избранием президентом страны Ли Чжэ Мёна прекратил исполнение обязанностей президента, а 3 июля после назначения Ким Мин Сока премьер-министром прекратил исполнение обязанностей премьер-министра. 29 июля президент Ли Чжэ Мён наконец принял отставку Ли Джу Хо с поста второго заместителя премьер-министра — министра образования после того, как кворум для заседания кабинета был собран из-за назначения остальных министров. Он стал рекордсменом по самому продолжительному сроку пребывания на посту министра образования, вступив в должность в ноябре 2022 года при Юн Сок Ёле и проработав ещё 50 дней при Ли Чжэ Мёне. В должности министра образования Ли Джу Хо проводил реформу высшего образования, расширение набора в медицинские вузы и внедрение инноваций в цифровое образование. Его отмечали за продвижение автономии, конкуренции и цифровых технологий, однако подвергали критике из-за чрезмерной рыночно-ориентированности. Главным приоритетом Ли было внедрение цифровых учебников на основе искусственного интеллекта, что подвергалось резкой критике, как поспешный шаг. Увеличение набора в медицинские вузы привело к забастовке медиков, с которой администрация Юна так и не смогла справиться до конца своего срока.

## Личная жизнь
Женат на Ын Джин Пак, имеет одну дочь Ли Стефани.